# ウリヤノフスク州

ウリヤノフスク州
ロシア語: Ульяновская область

ウリヤノフスク州（ウリヤノフスクしゅう、Ульяновская область; Ulyanovsk Oblast）はロシア連邦の州（オーブラスチ）。州都はウリヤノフスク。沿ヴォルガ連邦管区に含まれる。
州名は革命家のウラジーミル・ウリヤノフ（レーニン）にちなむ。

## 地理
ヴォルガ川によって州は比較的高い右岸と左岸の低地に二分されている。北にタタールスタン共和国、チュヴァシ共和国、東にサマラ州、南にサラトフ州、西にペンザ州、モルドヴィア共和国と隣り合う。
1月の平均気温は-13度、7月の平均気温は+19度。年間の平均降水量は400mm。
約4分の1を森林が占める。土地が肥沃で農業が盛ん。

## 住民
ロシア人、タタール人、チュヴァシ人、モルドヴィン人など。

## 歴史
1430年代より、一帯はカザン・ハン国の支配下に入る。
1648年、現在のウリヤノフスクの場所に、要塞が建設され、シンビルスクと名づけられた。1671年、ステンカ・ラージンの乱でシンビルスクはコサックたちとロシア政府軍の決戦地となった。
18世紀ごろから州南部の地域へのロシア人の入植が増加。それにともなって、シンビルスクの軍事・戦略的意義は失われていった。
1924年、レーニンの死去に際して、シンビルスクはウリヤノフスクと改称される。
1943年1月19日に州として設置される。第二次世界大戦では、モスクワやレニングラードから多くの工場や教育施設の疎開先となった。

## 都市
州都ウリヤノフスクのほかに、主な都市として東部のディミトロフグラードなど。

## 標準時
この地域は、サマラ時間帯の標準時を使用している。時差はUTC+4時間で、夏時間はない。（以前はモスクワ時間を使用していて、2011年3月までは標準時がUTC+3、夏時間がUTC+4、同年3月から2014年10月までは通年UTC+4、2016年3月までは通年UTC+3であった）